# Alz (fiume)
L'Alz è l'emissario del lago Chiemsee, che lascia nel punto più settentrionale presso Seebruck, e sfocia dopo 63 km presso l'Alzspitze, a circa 2,5 km a nord di Marktl nell'Inn. Se si aggiungono gli 8 km dalla foce nel Chiemsee del corrispondente immissario Tiroler Achen (79 km, con l'affluente Kitzbühler Ache), si raggiunge una lunghezza totale di 150 km.
Si distinguono l'"Alz superiore", tratto che va dal Chiemsee fin dopo Altenmarkt, e l'"Alz inferiore", che si estende di qui fino allo sbocco nel fiume Inn.
La parte superiore dell'Alz ha una sua importanza dal punto di vista turistico per il suo relativamente tranquillo corso e la temperatura particolarmente mite delle sue acque in estate a causa del riscaldamento operato dai raggi solari sul lago Chiemsee. Nel periodo che va dal 1º luglio al 31 dicembre è possibile percorrere in barca il corso del fiume da Seebruck fino alle cascate presso Altenmarkt, specialmente con gommoni. Con il bel tempo, specialmente nei fine settimana, su questa parte del fiume vi è un intenso traffico d'imbarcazioni.
Nonostante la facile situazione delle corrente, non devono esserne sottovalutati i pericoli, che in certi tratti derivano da alberi o rocce giacenti nel letto del fiume o da un andamento sfavorevole della corrente.
Il fiume, lungo il suo corso nella zona dell'Alz inferiore, attraverso il "triangolo chimico bavarese", è condizionato da grosse esigenze industriali. Da Trostberg, a causa di molteplici canali di derivazione, rimane nel letto originale solo una frazione della portata (12,7 m³/s nel letto del fiume contro i 75 m³/s nei vari canali). La parte di acqua distolta viene utilizzata principalmente per la produzione di energia elettrica. Grandi stabilimenti si trovano a Trostberg, Wajon presso Tacherting, Wald presso Garching, Hirten presso Burgkirchen ed a nord di Burghausen. I canali non sfociano poi nuovamente come l'Alz nell'Inn, ma nel Salzach presso Burghausen.
In generale la qualità dell'acqua dagli anni ottanta è chiaramente migliorata. A questo ha dato un contributo notevole il progetto di depurazione delle acque entrato in funzione nel 1989.

## Affluenti
Il fiume Alz ha un solo affluente significativo, il Traun, un fiume che dopo circa 27 km sfocia nell'Alz presso Altenmarkt an der Alz.

## Comuni interessati
Nel suo corso l'Alz attraversa i territori di Trostberg, Altenmarkt, Garching a.d.Alz, Burgkirchen a.d.Alz.